# Pseudophyllodromia simalurensis
Pseudophyllodromia simalurensis är en kackerlacksart som beskrevs av Roth, L. M. 1996. Pseudophyllodromia simalurensis ingår i släktet Pseudophyllodromia och familjen småkackerlackor. Inga underarter finns listade i Catalogue of Life.